# اتحاد فرنسا لكرة القدم
تأسس الاتحاد الفرنسي لكرة القدم (بالفرنسية: Fédération Française de Football)‏ في عام 1919م وانضم إلى الإتحاد الدولي لكرة القدم في 1904م وانضم إلى الاتحاد الأوروبي لكرة القدم في 1954م.
نجح المنتخب الفرنسي للرجال في الحصول على كأس العالم مرتين عامي 1998 و2018م، كما نجح للحصول على كأس الأمم الأوروبية عامي 1984 و2000م وكأس القارات عام 2001 باليابان.

## وصلات خارجية
- (بالفرنسية) Official site
- France at FIFA site
- France at UEFA site